# Triple X Records
Triple X Records war ein von 1985 bis 2009 bestehendes Musiklabel aus dem US-amerikanischen Los Angeles.

## Geschichte
Nach dem Bankrott des Labels Greenworld Distribution gründeten die drei ehemaligen Greenworld-Angestellten Charlie Brown, Peter Heur und Dean Naleway 1985 in einem Büro am Hollywood Boulevard das Label Triple X Records. Musikalische Schwerpunkte des Labels waren Punk/Hardcore und Metal. Für Veröffentlichungen aus den Bereichen Gothic/Industrial wurde das Sublabel Hollows Hill gegründet, für Wiederveröffentlichungen und Lizenzpressungen das Sublabel Amsterdamned. A&R-Manager des Labels war Bruce Duff, Bassist der kalifornischen Punkband ADZ.

## Diskografie (Auszug)
| Jahr | Band                            | Titel                                  | Genre            |
| ---- | ------------------------------- | -------------------------------------- | ---------------- |
| 1986 | Rhino 39                        | Rhino 39                               | Punk             |
| 1987 | Janes Addiction                 | Janes Addiction                        | Alternative      |
| 1988 | Acrophet                        | Corrupt Minds                          | Thrash Metal     |
| 1988 | Adolescents                     | Balboa Fun Zone                        | Melodic Hardcore |
| 1988 | D.I.                            | What Good Is Grief to a God?           | Punk             |
| 1989 | Bo Diddley                      | Breakin' Through the B.S.              | Rock'n'Roll      |
| 1989 | Social Distortion               | Mommy's Little Monster                 | Punk             |
| 1990 | Jeff Dahl                       | I Kill Me                              | Punk             |
| 1990 | Tav Falco's Panther Burns       | Return of the Blue Panther             | Rock             |
| 1990 | Pigmy Love Circus               | Live                                   | Rock             |
| 1991 | Rigor Mortis                    | vs. the Earth                          | Thrash Metal     |
| 1990 | Peter and the Test Tube Babies  | The $hit Factory                       | Punk             |
| 1991 | Miracle Workers                 | Roll Out the Red Carpet                | Psychedelic Rock |
| 1991 | Tender Fury                     | If Anger Were Soul, I'd Be James Brown | Hardrock         |
| 1991 | 999                             | Live in L.A. 1991                      | Punk             |
| 1991 | The Vandals                     | Fear of a Punk Planet                  | Punk             |
| 1992 | The Gun Club                    | In Exile                               | Post-Punk        |
| 1991 | Lydia Lunch & Rowland S. Howard | Shotgun Wedding                        | Alternative      |
| 1990 | The Exploited                   | The Massacre                           | Punk             |
| 1993 | New York Dolls                  | Paris Le Trash                         | Glamrock         |
| 1995 | Angry Samoans                   | True Documentary (VHS)                 | Hardcore         |
| 2001 | Gene Loves Jezebel              | Giving Up the Ghost                    | Gothrock         |

## Trivia
- Die Firmengründer Brown und Naleway sind als Hintergrundchor auf dem Album Get Out of My Way! von Mojo Nixon zu hören.